# Vorotynsk
Vorotynsk (in russo Воротынск?) è un insediamento di tipo urbano della Russia europea situato nel distretto Babyninskij dell'oblast' di Kaluga.
Si trova nel punto più orientale del rajon, a 7 km dalla confluenza dell'Ugra nella Oka, 15 km a nord-est di Kaluga.